# Web Cache Communication Protocol
Web Cache Communication Protocol (WCCP) est un protocole de routage de contenu développé par Cisco. Il fournit un mécanisme de redirection des flux de trafic en temps réel. Il a des fonctionnalités intégrées de répartition de charge, d'évolutivité, de tolérance de panne et de garantie de service (failsafe). La version 12.1 de l'IOS Cisco et les suivantes autorisent l'utilisation de la version 1 (WCCPv1) ou de la version 2 (WCCPv2) du protocole.

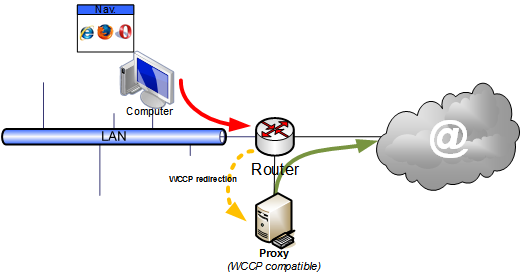
Fonctionnement typique WCCP

WCCP permet aux moteurs de cache Cisco (Cisco Cache Engine) ou d'autres caches utilisant WCCP de rendre local des trafics de type web et de retrouver localement le contenu. Cela permet de réduire les coûts de transmission et les temps de téléchargements.

## Versions
WCCPv1
- Un seul routeur pour utiliser un cluster de systèmes de serveurs cache.
- Il ne fonctionne qu'avec les flux HTTP (TCP port 80)
- Il utilise Generic Routing Encapsulation (GRE) pour empêcher la modification des packets
- Les routeurs et les moteurs de cache communiquent via un canal de contrôle sur le port UDP 2048

WCCPv2
- Il permet l'usage de 32 routeurs (WCCP servers) et de 32 moteurs de cache/accélérateur (WCCP clients)
- Il fonctionne avec n'importe quel protocole IP dont TCP et UDP
- Il accepte jusqu'à 256 groupes de services (0-255)
- Il ajoute une sécurité basée sur un mot de passe partagé avec un hash MD5